# Ceryx helodiaphana
Ceryx helodiaphana là một loài bướm đêm thuộc phân họ Arctiinae, họ Erebidae.